# Constance Ménard
Pour les articles homonymes, voir Menard.
Constance Menard, née le 17 mai 1968 à Croix, est une cavalière de dressage professionnelle française. Elle commence sa formation équestre aux côtés de Michel Autran du Cadre Noir en 2003. Membre de l'équipe de France, elle s'est classée dans plus de quarante Grands Prix internationaux (dressage). Elle est monitrice d'équitation et juge de dressage.

## Carrière
Constance Ménard pratique plusieurs disciplines sportives comme le judo, l'athlétisme, le cross et  le handball avant de choisir de se consacrer à la discipline équestre quand on lui diagnostique un problème de tendon d’Achille à l'âge de 16 ans. Elle commence sa carrière équestre professionnelle en choisissant la pratique du dressage.
Membre de l'équipe de France, Constance Menard est une cavalière de Grand Prix depuis 2001. Depuis plusieurs années, Constance anime ses propres écuries, près de Paris. Elle est titulaire du diplôme de moniteur d'équitation depuis 2005, après avoir été diplômée de l'école nationale d'équitation de Saumur. Elle vit maintenant à Saumur, en France, où elle s'entraîne quotidiennement avec son entraîneur, le lieutenant-colonel Michel Autran, écuyer (maître d'équitation) du Cadre Noir,.

### Lianca
Constance Ménard monte différents chevaux, essentiellement des SF et des Lusitaniens. Mais elle accède aux importants championnats équestres avec une KWPN prénommée Lianca : championnats d'Europe, les JEM d'Aix la Chapelle et une place de réserviste pour les JO d'Hong Kong,. 

### Accident
Le 10 août 2005, Constance Menard a subi un accident très grave lorsque des balles de foin pesant plus de 300 kilogrammes sont tombées sur elle. Ses deux clavicules ainsi que trois vertèbres ont été brisées et son sternum contusionné. 
Constance Ménard est également instructrice, enseignant aux élèves des écoles d'équitation de toute l'Europe, notamment à Genève, Bruxelles et Toulouse. Elle juge des concours de dressage dans toute la France.

## Événements majeurs
C'est en 1986 que Constance Menard remporte ses premiers championnats juniors et seniors en Normandie. En 1992, elle est Championne de France. En 2004, elle remporte le Grand Prix National Bushmills. En 2005, elle remporte le Grand Prix Spécial de Vejer et Lipica,  et participe au championnat d'Europe à Hagen, où elle aide son équipe à atteindre la septième place.  En mars 2006, elle remporte le Grand Prix National de Marc-en-Baroeul (France). En 2008, elle participe aux Jeux olympiques de Pékin . 

## Vie privée
Constance Ménard est la fille de Jacques Henri Ménard, lui-même cavalier de dressage professionnel français et juge international de dressage. Elle a épousé Tony Ecalle, champion de France en attelage solo 2011, membre de l’Équipe de France.